# Ravigny
Ravigny település Franciaországban, Mayenne megyében. Lakosainak száma 230 fő (2022. január 1.). Ravigny Champfrémont, Saint-Pierre-des-Nids, La Ferrière-Bochard, Gandelain és Saint-Denis-sur-Sarthon községekkel határos.

## Népesség
A település népessége az elmúlt években az alábbi módon változott:
| Lakosok száma | 262  | 206  | 186  | 209  | 227  | 234  | 233  | 229  | 228  | 230  |
|               | 1968 | 1982 | 1990 | 2006 | 2013 | 2015 | 2017 | 2019 | 2020 | 2022 |